# Ulisses Correia e Silva
José Ulisses de Pina Correia e Silva (født 4. juni 1962 i Praia) er en kapverdisk politiker, der har været premierminister i Kap Verde siden 22. april 2016.
Han tiltrådte efter hans parti, Bevægelsen for Demokrati, vandt parlamentsvalget 20. marts 2016.

## Uddannelse
Silva har eksamen i virksomhedsorganisation og -ledelse fra Lissabons Tekniske Universitet i 1988.

## Tidlig karriere
Silva startede sin erhvervskarriere i banksektoren. Han var administrationsdirektør i Kap Verdes centralbank Banco de Cabo Verde fra 1989 til 1994 og underviste også på Universidade Jean Piaget i Kap Verde.

## Politisk karriere
Silva var finansminister fra 1999 til 2001 og borgmester i Praia fra 2008 til 2015.